# William B. Muchmore
William B. Muchmore es un aracnólogo estadounidense.
Egresado de la Universidad George Washington, es profesor emérito del Departamento de Biología de la Universidad de Rochester. Es un especialista en pseudoescorpiones.

## Taxones eponímicos
- Zimiromus muchmorei Platnick & Shadab, 1976
- Antillochernes muchmorei (Dumitresco & Orghidan, 1977)
- Monoblemma muchmorei Shear, 1978
- Heteronebo muchmorei Francke & Sissom, 1980
- Ideoblothrus muchmorei Heurtault, 1983
- Metophthalmus muchmorei Andrews, 1988
- Diplopauropus muchmorei Scheller, 1989
- Americhernes muchmorei Harvey, 1990
- Charinus muchmorei Armas & Teruel, 1997
- Spelaeobochica muchmorei Andrade & Mahnert, 2003
- Pseudalbiorix muchmorei Barba & Pérez, 2007

## Algunos Taxones descritos
- Americhernes
- Americhernes levipalpus
- Americhernes reductus
- Antillochernes
- Antillochernes bahamensis
- Antillochernes biminiensis
- Antillochernes cruzensis
- Antillochernes floridensis
- Aphrastochthonius grubbsi
- Aphrastochthonius pachysetus
- Aphrastochthonius pecki
- Aphrastochthonius similis
- Aphrastochthonius tenax
- Apocheiridium reddelli
- Apochthonius colecampi
- Apochthonius diabolus
- Apochthonius grubbsi
- Apochthonius hobbsi
- Apochthonius holsingeri
- Apochthonius hypogeus
- Apochthonius indianensis
- Apochthonius knowltoni
- Apohya
- Apohya campbelli
- Bituberochernes jonensis
- Bituberochernes
- Brazilatemnus
- Brazilatemnus browni
- Chiridiochernes
- Chiridiochernes platypalpus
- Cocinachernes
- Cocinachernes foliosus
- Dinocheirus cavicola
- Dinochernes wallacei
- Diplotemnus rothi
- Epactiochernes
- Epichernes
- Fissilicreagris imperialis
- Hesperochernes holsingeri
- Interchernes
- Interchernes clarkorum
- Mexichelifer
- Mexichelifer reddelli
- Mexobisium
- Mucrochernes
- Neoallochernes incertus
- Neoallochernes minor
- Parachelifer parvus
- Parachernes arcuodigitus
- Parachernes bisetus
- Parachernes rasilis
- Tartarocreagris texana
- Troglobochica
- Tuberochernes
- Tuberochernes ubicki

## Abreviatura (zoología)
La abreviatura Muchmore  se emplea para indicar a William B. Muchmore como autoridad en la descripción y taxonomía en zoología.